# Blå jätte

Blåa jätten Alnitak i förhållande med solen

Blå jätte syftar inom astronomi på en stjärna av spektraltyp O eller B (alltså synligen blå) och med en luminositet av grad III (jätte). I ett Hertzsprung-Russell-diagram återfinns blå jättar i det övre vänstra hörnet, med hög luminositet och tidig spektraltyp. Blå jättar är extremt ljusstarka och når absoluta magnituder av -5 och mer. Deras yttemperatur är så hög (20 000 Kelvin eller mer) att en stor del av deras utsända energi är i det ultravioletta delen av ljusspektrumet och därmed osynlig för det mänskliga ögat.
Begreppet "blå jätte" är inte enhetligt utan innefattar ett flertal stjärntyper. Wolf–Rayet-stjärnor kan inkluderas i denna grupp, liksom vissa stjärnor i planetarisk nebulosor och blåa superjättar som t. ex. Rigel.